# Юдже, Осман
Осман Юдже (тур. Osman Yüce, 21 апреля 1929, Сарыкамыш, Турция — 26 января 1965, близ Улудага, Турция) — турецкий горнолыжник. Участник трёх зимних Олимпийских игр 1948, 1956 и 1964 годов.

## Биография
Осман Юдже родился 21 апреля 1929 года в турецком городе Сарыкамыш.
Выступал в горнолыжном спорте. 50 раз становился чемпионом Турции.
В 1948 году вошёл в состав сборной Турции на зимних Олимпийских играх в Санкт-Морице. Участвовал во всех дисциплинах горнолыжной программы. В скоростном спуске показал 97-й результат среди 102 участников (4 минуты 49,2 секунды), уступив 1.54,2 победителю — Анри Орейе из Франции. В слаломе финишировал с 60-м результатом (4.08,6), проиграв 1.58,3 чемпиону — швейцарцу Эди Рейнальтеру. В комбинации не финишировал. Был знаменосцем сборной Турции на церемонии открытия Олимпиады.
В 1956 году вошёл в состав сборной Турции на зимних Олимпийских играх в Кортина-д'Ампеццо. Был заявлен во всех дисциплинах горнолыжной программы. В скоростном спуске и слаломе был дисквалифицирован. В гигантском слаломе показал 63-й результат среди 87 участников (3.59,4), уступив 59,3 секунды победителю — Тони Зайлеру из Австрии.
В 1964 году вошёл в состав сборной Турции на зимних Олимпийских играх в Инсбруке. Участвовал во всех дисциплинах горнолыжной программы. В скоростном спуске занял 70-е место среди 77 участников (3.03,66) и проиграл 45,50 секунды чемпиону — Эгону Циммерману из Австрии. В слаломе стал 76-м в первом квалификационном раунде (1.18,75), а во втором не финишировал. В гигантском слаломе стал 71-м среди 80 участников (2.32,11) и уступил 45,40 секунды обладателю золота Франсуа Бонльё из Франции.
В течение 8 лет работал тренером сборной Турции по горнолыжному спорту.
Погиб 26 января 1965 года в автокатастрофе по дороге к турецкому курортному месту Улудаг.